# クロード・エイキンス
クロード・オーブリー・エイキンス(Claude Aubrey Akins、1926年5月25日 - 1994年1月27日)はジョージア州ネルソン出身の男優。姓はエーキンスやエイキンズと表記される事も多い。

## 人物
ジョージア州ネルソンでチェロキー族の血を引く両親の間に生まれ、ベッドフォード (インディアナ州)で育つ。
第二次世界大戦では陸軍の通信部隊に所属。戦後にノースウェスタン大学で演劇を専攻、卒業後にバージニア州の劇場で舞台デビューを果たす。
1953年の映画『地上より永遠に』で初出演、その風貌や体格を生かして主に戦争映画や西部劇で軍人や保安官役などで活躍。『続・荒野の七人』や『最後の猿の惑星』への出演で知られる。
テレビシリーズでは『爆走トラック16トン』でフランク・コンヴァースと共に主演を務め、『トラック野郎!B・J』にも主要キャストとして出演。スピンオフ作品の『ザ・ミスアドベンチャー・オブ・シェリフ・ロボ』で主役に抜擢された。
1994年1月27日、胃癌により67歳で死去。
日本語吹き替えは主に雨森雅司が担当する事が多かった。

## 主な出演作品

### 映画
- 地上より永遠に From Here to Eternity (1953)
- 七人の脱走兵 The Raid (1954)
- ケイン号の叛乱 The Caine Mutiny (1954)
- 男の魂 The Sea Chase (1955)
- 手錠のまゝの脱獄 The Defiant Ones (1958)
- リオ・ブラボー Rio Bravo (1959)
- 風の遺産 Inherit the Wind (1960)
- イエローストン砦 Yellowstone Kelly (1960)
- 決闘コマンチ砦 Comanche Station (1962)
- 遠い喇叭 A Distant Trumpet (1964)
- 殺人者たち The Killers (1964)
- 荒野の対決 The Bullet and the Horse (1965)
- 烙印の狼 Ride Beyond Vengeance (1966)
- 続・荒野の七人 Return of the Seven (1967)
- 体当たり決死隊 First to Fight (1967)
- 荒野の隠し井戸 Waterhole #3 (1968)
- コマンド戦略 The Devil's Brigade (1968)
- 空かける強盗団 The Great Bank Robber (1969)
- スレッジ A Man Called Sledge (1970)
- 最後のインディアン The Last Warrior (1971)
- 最後の猿の惑星 Battle for the Planet of the Apes (1973)
- 怪奇!戦慄の怪人/オカルトショック The Norliss Tapes (1973)
- エリックの青春 Eric (1976)
- テンタクルズ Tentacles / Tentacoli (1977)
- ライネマン・スパイ作戦 The Rhinemann Exchange (1977)
- 毒蜘蛛タランチュラ 死霊の群れ Tarantulas: The Deadly Cargo (1977)
- リトル・モー Little Mo (1978)
- コンクリートカウボーイズ Concrete Cowboys (1979)
- ザ・バロン・アンド・ザ・キッド The Baron and the Kid (1984)
- モンスター・イン・ザ・クローゼット/暗闇の悪魔 Monster in the Closet (1987)
- スモールタウン・ブルース Falling from Grace (1992)

### テレビドラマ
- ガンスモーク Gunsmoke (1955)
- スーパーマン Adventures of Superman (1956)
- ペリー・メイスン Perry Mason (1958)
- ミステリー・ゾーン The Twilight Zone (1959)
- サンセット77 77 Sunset Strip (1959)
- ローハイド Rawhide (1960)
- ボナンザ Bonanza (1960-1962)
- 逃亡者 The Fugitive (1964)
- バークレー牧場 The Big Valley (1965)
- コンバット! Combat! (1966-1967)
- ガンマン無情 The Guns of Will Sonnett (1967)
- ザ・ルーシー・ショー The Lucy Show (1967)
- 特攻ギャリソン・ゴリラ Garrison's Gorillas (1967)
- 事件記者コルチャック Kolchak: The Night Stalker (1971)
- 署長マクミラン McMillan (1971)
- FBIアメリカ連邦警察 The F.B.I. (1972)
- 名探偵ジョーンズ Barnaby Jones (1973)
- スパイ大作戦 Mission: Impossible (1973)
- マニックス特捜網 Mannix (1974)
- 警部マクロード McCloud (1974)
- 爆走トラック16トン Movin' on (1974-1976) - 主演
- トラック野郎!B・J B.J. and the Bear (1979-1980)
- ザ・ミスアドベンチャー・オブ・シェリフ・ロボ The Misadventures of Sheriff Lobo (1979) - 主演
- ジェシカおばさんの事件簿 Murder, She Wrote (1984)
- 新・夜の大捜査線 In the Heat of the Night (1991)
- 新シャーロック・ホームズ/ヴィクトリア瀑布の冒険 Sherlock Holmes: Incident at Victoria Falls (1991)